# Спорт (журнал)
«Спорт» — місячник, орган ЦК Ленінської комуністичної спілки молоді України і Комітету в справах фізкультури і спорту при РНК УРСР, виходив у Києві протягом 1936—1941 років.

## Історія
Журнал заснований у 1922 році у Харкові під назвою «Вестник физической культуры». Із 1929 по 1930 рік — видавався у Києві під назвою «Вісник Фізкультури». Із 1931 по 1935 рік — «Фізкультурник України». 
Перейменований на «Спорт» — у 1936 році. Виходив щомісяця. Як друковане видання ЦК Ленінської комуністичної спілки молоді України і Комітету в справах фізкультури і спорту при РНК УРСР.
Журнал висвітлював роботу тренерів, спортивних навчальних закладів, інформував про спортивні рекорди і досягнення українських спортсменів.
У 1941-1957 роках — тимчасово не видавався. 
Із 1957 року — почав виходити під назвою «Фізкультура і спорт».